# プラズマ物理
プラズマ物理（プラズマぶつり）では、プラズマを理解するのに有用なもろもろの物理的概念を解説する。プラズマの全般的解説については項目プラズマを参照。

## 歴史
真空中の放電現象は18世紀に着目されていたが、その後しばらく忘れられていた。1835年ごろ、マイケル・ファラデーが再び真空放電に注目し、それを安定に実現した放電管内の現象を詳しく観察して、グロー、陽光柱などとともにファラデー暗部と呼ばれる構造を見いだした。真空放電の研究はその後、ウィリアム・クルックスなどによって大きく発展し、電子の発見への寄与を始めとして、現代物理学の成立に貢献した。
放電によって生成されたプラズマ自体の研究は1920年代のアーヴィング・ラングミュアに始まる。ラングミュアは1922年から約10年間、気体中の放電現象を研究し、その間にラングミュア探針を開発してプラズマの基本量（密度、温度）の測定手段を確立し、プラズマ振動を発見してその機構を解明する、などの大きな成果をあげ、いわゆるプラズマ物理学を創始した。1928年には放電によって発生した電離した気体に初めて「プラズマ」という名前を与えた。
プラズマ物理学の進展にとって、ブラソフ方程式 (Vlasov equation) の確立が重要である。ブラソフは1945年、プラズマ振動などの現象では個々の荷電粒子間の衝突は無視出来ることを論証し、衝突項を0と置いた運動論的方程式（無衝突ボルツマン方程式）と電磁場のマクスウェル方程式を組み合わせた方程式系でプラズマ振動を記述した。この方程式系はブラソフ方程式と呼ばれ、プラズマの特性にもっとも適合した方程式として広く用いられている。
ついで1946年にレフ・ランダウはブラソフの扱いを改良し、ブラソフ方程式をラプラス変換を用いて解く手法を編み出した。その結果、プラズマ振動にはランダウ減衰と呼ばれる現象があることを示した。このランダウの手法はこんにちのプラズマ理論のもっとも基本的手法として定着している。
プラズマの研究は1950年代から大きく加速した。その原動力はエネルギー源としての熱核融合の研究と宇宙空間物理学の進展である。熱核融合研究は1950年代初頭に始まり、世界的協力のもとで行われてきたが、最近になって熱核融合に必要な条件（1億 ℃ の温度、粒子密度 1020m−3）を満たす核融合プラズマが生成されて科学的実証が達成された。そして、次の段階の「システムとしての核融合炉」が実現可能であることを示す工学的実証を目的として、2005年、国際熱核融合実験炉 (ITER) をフランスに建設することが決まった。
一方、宇宙空間物理学においては、ロケットや人工衛星による探査の進展とともに地球外の空間ではプラズマが極めて重要な役割を演じていることが解ってきて、プラズマのマクロな行動を記述する磁気流体力学が発達し、地球磁気圏の構造の解明などの大きな成果をあげた。
1970年に宇宙空間プラズマの研究者であるハンス・アルヴェーンが「電磁流体力学の基礎研究、プラズマ物理学への応用」によってノーベル物理学賞を受賞した。
そのほかプラズマは、プラズマディスプレイを始めとする数多くの応用によって、日常生活にも密接にかかわってきている。

## プラズマの種類
気体の温度を上げて行くと構成する中性分子が電離してプラズマになる。この際、固体、液体、気体間の相転移とは異なって、気体からプラズマへの転移は徐々に起こり、電離度が非常に低くて構成分子の1%が電離しただけでも充分にプラズマの性質を示す。そのためプラズマは「物質の第四態」といっても、それは物質の三態とは大分異なった意味合いを持っている。
電離度はサハの電離公式によって評価される。電離度が低く、中性分子が大部分を占めるプラズマを弱電離プラズマ (weakly ionized plasma)、もしくは低温プラズマ (cold plasma) という。身近なプラズマは大部分がこれに属する。イオンと電子とでは質量が極端に違っていて衝突してもエネルギー交換が起こりにくいので、弱電離プラズマではイオンと電子とが別々の温度をもつのが普通である。そしてイオン温度は室温に近く、電子温度は数千度であることが多い。
温度をさらに上げるとついには中性分子がすべて電離し、イオンと電子だけで構成されるプラズマになる。この状態のプラズマを完全電離プラズマ (fully ionized plasma)、もしくは高温プラズマ (hot plasma) と言う。このとき電子温度は数万度以上になり、イオン温度もそれなりに高くなっている。熱核融合炉をつくる研究では燃料である重水素イオンに核融合反応を起こさせるため、イオン温度を10keV（1億度）程度にまで上げる。この状態のプラズマを核融合プラズマということもある。
その他 通常のプラズマの定義からは外れるが、その延長として研究されているものに次のものがある。
ダストプラズマ
中に多数のμm程度の巨視的大きさをもった微粒子（ダスト）を浮かべたプラズマがあり、これをダストプラズマ (dusty plasma)、もしくは微粒子プラズマという。そこではこれらの微粒子が多数の電子を付着して大きな負の電気を帯び、微粒子系に着目するとそれが強結合系になって自己組織化などの興味深い現象をひきおこしたりするので、近年 注目されて盛んに研究されている。記事ダストプラズマを参照。
非中性プラズマ
ミラー閉じ込めの原理を用いた荷電粒子の磁場閉じ込めにより、電気的中性から大きく外れたプラズマを、極端な場合には電子だけを蓄積して閉じ込めることができる。このようなプラズマを非中性プラズマという。
固体プラズマ
半導体中の伝導電子と空孔もプラズマ中の電子とイオンとに似た振る舞いをして、プラズマ振動を起こしたりする。この観点で見たとき、それを固体プラズマと呼ぶ。

## プラズマの要件
プラズマはイオンと電子との混合物で電気的に中性な物質である。それが真にプラズマらしく振る舞うには次の3つの要件を満たさなければならない。
1. その物質系の大きさ L がデバイの長さ λD より充分大きくなければならない。すなわち L ≫ λD。
2. 考えている現象の時間スケール t がプラズマ振動の周期よりも長くなければならない。すなわち t ≧ 1/ωpe。
3. 半径が λD の球の中の粒子数 Λ が充分大きくなければならない。すなわち Λ ≫ 1。Λ をプラズマ・パラメタという。

これらの要件の意味は次の通りである。
デバイの長さ
デバイの長さ λD はプラズマ中で電場が遮蔽される現象（デバイ遮蔽）の特徴的な長さであり、λD より小さい領域では電気的中性が保証されない。従って、考えている物質系がプラズマとして振る舞うためには、その空間的大きさ  L  が λD よりも充分に大きくなくてはならない。すなわち要件1が必要である。
特に容器に入ったプラズマはその容器壁との境界に λD の厚さのシースと呼ばれる非中性領域が出来るから、これはシース部分を除くプラズマ本体が充分な大きさをもつことを意味する。
プラズマ振動数
（電子）プラズマ振動数 ωpe はプラズマ振動の固有振動数で、その逆数 1/ωpe  は電気的中性が破れたとき、電子がそれに反応して中性を取り戻すのに必要な時間を表す。そこでこれより短い時間内では電気的中性が保証されず、プラズマらしく振る舞わない。従って、イオンと電子との混合物がプラズマとして振る舞うためには、考えている現象の時間スケール t が要件2を満たして充分に大きいことが必要である。
プラズマ・パラメタ
要件3は次のように考える。すなわち半径 λD の球の中の粒子数であるプラズマ・パラメタ Λ の値が1の程度だと、実際には他の荷電粒子は時々やってきてクーロン力を及ぼして去るだけであり、沢山の粒子の協同作用であるデバイ遮蔽などが実質的意味を持たない。逆に Λ の値が充分に大きければ、荷電粒子は常に沢山の粒子と作用を及ぼしあっていて、全体としてプラズマらしくまとまって行動する。これが上の条件の意味である。
この Λ ≫ 1 の条件はまた次の条件の各々と等価である。詳しくは項目プラズマ・パラメタを参照。
1. 粒子間相互作用のポテンシャルエネルギーの平均が粒子の運動エネルギーよりずっと小さい。一般に粒子間相互作用のポテンシャルエネルギーが運動エネルギーより小さい粒子系を弱結合系、逆に運動エネルギーより大きい粒子系を強結合系というが、Λ ≫ 1 はプラズマが弱結合系であることを意味する。
2. 進行方向が大きく曲がる衝突に必要な近接距離 r0 がデバイ長さ ΛD より充分小さい。つまり粒子はデバイの長さより充分内側まで近づかないと衝突が起こらない。r0 はその距離でのクーロンポテンシャルが熱運動エネルギー kBT と等しいとして得られ、r0 = e2/(4πε0kBT) で与えられる。
3. 粒子の衝突頻度 νc がプラズマ振動数 ωpe よりも充分小さい。すなわちプラズマ中の電子を主体とする現象では粒子間の衝突は無視でき、プラズマは無衝突とみなせる。

## 代表的なプラズマの例

### エネルギー温度とその単位
プラズマの理論では温度 T は常にボルツマン定数 kB との積 kBT の形で現れ、これはエネルギーの次元を持っていて、(3/2)kBT は1粒子当たりの運動エネルギーを表す。そこで絶対温度の代わりにそのエネルギーを温度として用いると、その値は構成粒子の運動エネルギーと直接結びついていて非常に便利で、プラズマ物理ではもっぱらこの温度を用いる。単位として電子が1ボルトの電位差を通過して得られるエネルギーを用い、それを eV  と書いて、電子ボルト (electron volt) と呼ぶ。絶対温度との間には 1 eV ≒ 1.16 × 104 K の関係があり、1 eV はおおよそ1万度と考えてよい。また場合に応じて keV (= 103eV) などの単位を用いる。
この単位を用いると、たとえば水素のイオン化電圧は 13.6 V であるから、電離にはマクスウェル分布の高速度側裾の電子が効率的に働くことと考え合わせて、電子温度 10 eV で水素プラズマが完全電離になることが素直に理解される。

### 代表的なプラズマの例とその特性
次に宇宙および地上のプラズマの代表的な例とその特性値をあげる。
| 所在場所           | n (m−3)   | Te (eV) | Ti (eV) | λD (m)      | ωpe (s−1)  | Λ        | α          |
| ------------------ | --------- | ------- | ------- | ----------- | ---------- | -------- | ---------- |
| HII領域            | 104–10    | ~1      | ~1      | 102–10−1    | 104–107    | 107–1010 | ~1         |
| 太陽コロナ         | 1014      | 102     | 102     | 7×10−3      | 5×107      | 108      | 1          |
| 地球軌道付近       | 2–5×106   | 10      | 10      | 10          | 105        | 10       | 1          |
| 電離層（F2層）     | 1012      | ~0.1    | ~0.1    | 2×10−3      | 6×107      | 104      | 10−3       |
| 広告用ネオンサイン | 5×1018    | 2.5     | 0.15    | 5×10−6      | 2×10       | 103      | 10−4       |
| 小型定常放電装置   | 1016–1020 | 1–5     | 0.1–5   | 5×10-3–10−6 | 2×109–1011 | 102–105  | 10−10–10−4 |
| 核融合炉（DT反応） | 1020      | 104     | 104     | 10−4        | 6×1011     | 108      | 1          |

ここで n は電子密度 (m−3)、Te は電子温度 (eV)、Ti はイオン温度 (ev)、λD はデバイの長さ (m)、ωpe はプラズマ振動数 (s−1)、Λ はプラズマ・パラメタ、α は電離度を表す。
存在場所で言えば、まず銀河系内で銀河面に近い場所は、星と星との間にも平均で 5×105/m3 程度の密度の水素原子でみちているが、そのうちB1型星より高温の星の近所やガス星雲の内部ではこれらの原子が完全電離してプラズマ状態になっていて、HII領域と呼ばれ、よく研究されている。ちなみに HI は中性水素原子を表す。
次に太陽系内に戻ると、まず太陽コロナはかなり高密度の完全電離プラズマからなる。その外側でも至る所に完全電離プラズマが存在するが、表には地球の公転軌道付近のプラズマの特性を挙げてある。
さらに地球に近づくと、よく知られた電離層がある。表では密度がもっとも大きいF2層（高さ 200–500km）についての値を挙げてある。このプラズマは完全電離ではなく、弱電離である。
地上ではプラズマはもっぱら人工的につくられる。よく知られた例は蛍光灯、広告用ネオンサインなどの放電管内のプラズマで、いずれも弱電離プラズマである。
実験室内の小型装置では、直流または交流の電場をかけ、気体内で放電を起こさせてプラズマをつくることが多い。ここではそのような小型放電装置でつくられるプラズマのおよそのパラメタ範囲を示してある。
一番下の核融合炉では重水素 (D) と三重水素（トリチウム、T）とを核融合させてエネルギーを得るに必要なプラズマの特性を挙げてある。これらの特性のプラズマはすでに作られている。究極的な核融合炉としては、弱放射性気体である三重水素を使わないD-D反応を用いた炉が望ましいが、それを達成するには密度とイオン温度をさらに上げて n = 1021/m3、Ti = 3×104eV 程度にする必要がある。
この表から分かるとおり、これらのプラズマはいずれもプラズマの3要件を充分に満たしている。

## 磁場中の荷電粒子の運動
プラズマ中では荷電粒子に対する粒子間の個々の衝突の影響は小さく、荷電粒子の運動はまずは外から加えられた電磁場とプラズマ自身のつくり出す電磁場の作用により定まる。従ってプラズマの振舞いの理解には電磁場中での荷電粒子の行動を知ることが基本になる。ここではそのために有用ないくつかの概念について解説する。

### 旋回運動
一様定常な磁場中では荷電粒子は磁場と速度の双方に垂直な力、ローレンツ力を受けるので、磁場に垂直な方向に円運動する。その際イオンと電子では荷電の符号が逆なので、旋回の向きも逆になる。この運動をサイクロトロン運動ともいう。このように円運動する粒子の行動を調べるには、その円運動の中心を追うのが便利である。円運動の中心を旋回中心（gyration center)、もしくは案内中心（guiding center)と呼ぶ。
一方、粒子は磁場方向には力を受けないので旋回中心は1本の磁力線に沿って一定の速さで進む。従って粒子は磁力線に沿ってらせん形を描いて運動することになる。
一様定常な磁場 B の中の円運動の振動数 Ω は粒子の荷電を q （正負あり）、質量を m とすると
{\displaystyle \Omega ={\frac {\left|q\right|B}{m}}}
で与えられ、サイクロトロン振動数（cyclotron frequency)、もしくはラーマー振動数（Larmor frequency)と呼ばれる。この値は質量の小さい電子の方がイオンのよりもはるかに大きい。
一方、円運動の半径 {\displaystyle a} は、粒子の磁場に垂直方向の速さを v⊥ として、
{\displaystyle a={\frac {v_{\perp }}{\Omega }}={\frac {mv_{\perp }}{\left|q\right|B}}}
となり、これを旋回半径（gyration radius)、もしくはラーマー半径（Larmor radius)という。その大きさは同じ温度ならばイオンの方が電子よりはるかに大きい。
実際の磁場中のプラズマでこれらの量の大きさを考えると、イオンと電子のいずれもサイクロトロン振動数は非常に大きく、旋回半径は非常に小さいことがわかり、どちらも磁力線に強く巻き付いて運動するという描像がよい近似で成り立つ。とくに電子はイオンよりはるかに小さい半径ではるかに速く旋回している。

### ドリフト
磁場 B に垂直な電場 E がかかると、荷電粒子の円軌道の半分では加速されて旋回半径が大きくなって、旋回中心が粒子から遠ざかる。そして反対側へ来ると減速され、旋回半径が小さくなり、旋回中心が粒子に近づく。こうして旋回中心はいつでも減速側に動き、粒子自体も一方向に移動する。この磁場に垂直な旋回中心の移動をドリフト（drift)といい、その速度をドリフト速度という。粒子自身も磁場に垂直にはドリフト速度で移動する。この場合のドリフト速度 vd は
{\displaystyle \mathbf {v} _{d}={\frac {\mathbf {E} \times \mathbf {B} }{B^{2}}}}
となり、荷電粒子の種類、速度に依存しないのがその特徴である。
この事柄は次のように理解される。静止系で磁場 B と電場 E とからなる電磁場がある場合は、速度 V で動く座標系で見ると E ' = E + V × B の電場があるように感じる。従ってドリフト速度 vd で動く座標系では粒子の感じる電場は E + vd × B =  0  となって、粒子はこの座標系では電場のない場合と同じ円運動をすることになり、もとの座標系でみると速度 vd でドリフトしていることになる。
電場以外の外力 f が働く場合にも Eeff = f/q という実効的な電場に置き換えて考えればすぐにドリフト速度が求まる。重力などの場合はイオンと電子とではドリフト速度は大きく異なり、向きも反対である。
磁場の大きさが磁場自身と垂直方向に変化している場合も、同じように軌道のある部分と反対側では旋回半径の大きさが異なり、やはりドリフトが起こる。また磁力線が曲がっている場合はそこを通る粒子の遠心力もドリフトに寄与する。
さらに興味深いのは、磁場に垂直方向に粒子密度の勾配がある場合である。この時は粒子の旋回中心の移動は起こらない。しかし、ある一点でそこを通る粒子数を考えると、旋回中心が密度の高い側にある粒子の方が、低い側にある粒子よりも沢山通り、これらが打ち消し切らずに平均速度が残って、一方向に粒子の流れ速度を生ずる。これは密度勾配によるドリフトと呼ばれ、磁場で閉じ込められたプラズマの境界での性質を支配する重要な要素の一つである。

### 磁気モーメント
磁場中の荷電粒子は磁力線の周りに円軌道を描いて旋回しているので、遠くからはそこに円電流があって、それに伴う磁気モーメントがあるように見える。その磁気モーメントは向きが磁場と逆方向のベクトルであって、その大きさ {\displaystyle \mu } は（電流の強さ）×（円の面積）で与えられるから、
{\displaystyle \mu ={\frac {qv_{\perp }}{2\pi a}}\pi a^{2}={\frac {mv_{\perp }^{2}}{2B}}={\frac {W_{\perp }}{B}}}
となる。ここで{\displaystyle W_{\perp }=mv_{\perp }^{2}/2} は磁場に垂直方向の運動エネルギーを表す。 こうして磁場中の荷電粒子の旋回中心は、質量 m 、電荷 q とともに磁気モーメント{\displaystyle {\boldsymbol {\mu }}} をもつ粒子のように振る舞い、非一様磁場 B の中では {\displaystyle \mathbf {f} =\nabla \left({\boldsymbol {\mu }}\mathbf {B} \right)} の力を受ける。
磁気モーメントはその大きさ{\displaystyle \mu } が断熱不変量であること、つまり外部パラメータが時間的にゆっくり変化しても {\displaystyle \mu } が一定に保たれることで重要である。このため、荷電粒子が非一様磁場の中で移動すると磁場に垂直方向の運動エネルギー {\displaystyle W_{\perp }} はその場所での磁場の強さ B に比例して大きさを変える。これからミラー磁場による荷電粒子の閉じこめが次のように理解される。

### ミラー磁場
ほぼ直線状で両端で強く中央で弱い磁場をもつ磁場配位を考え、中央の一点に荷電粒子を置く。粒子は1本の磁力線に沿って移動するが、端に近づくと次第に強い磁場を感じるようになり、磁気モーメントが一定に保たれるため、垂直方向の運動エネルギー{\displaystyle W_{\perp }}が増加する。一方、静磁場中の荷電粒子は全エネルギーが一定に保たれるため、このことは粒子の磁場方向の運動エネルギー{\displaystyle W_{\|}} が減少することを意味する。そして条件によってはある点まで行くと{\displaystyle W_{\perp }}が全エネルギーと等しくなり、磁場方向の運動エネルギー{\displaystyle W_{\|}}が =0 となって粒子はそこで引き返す。こうして磁場の強い場所は荷電粒子を反射する性質をもつので、これをミラー（mirror 、磁気鏡）と呼び、両端にミラーを持つ磁場配位は荷電粒子を中央部に閉じこめることが出来て、これをミラー磁場（mirror field )という。ただし、閉じこめられる粒子は{\displaystyle W_{\perp }}が{\displaystyle W_{\|}}よりも最初からある程度大きいものだけに限られ、他はミラーを越えて外へ出ていく。 ミラー磁場による閉じこめ機構は核融合研究の進路の一つであるミラー閉じこめの基本原理である。

## プラズマを記述する方程式系
プラズマは荷電粒子群と電磁場が密接に絡み合った系であるから、荷電粒子の運動を記述する方程式と電磁場を記述するマクスウェル方程式とを組み合わせて使うことが必要である。このうち、マクスウェル方程式は電磁場を正確に記述するが、荷電粒子群の運動を「正確に」記述する方程式はないから、状況に従って以下のようないろいろな近似の方程式を用いる。

### 流体的記述
プラズマは電導性の流体であるから、まず磁気流体力学（MHD）の方程式系を使うことが出来る。特にトーラスによるプラズマの閉じこめなど、複雑な幾何学的配位の現象についてはまずはMHDによる研究が主体になる。そこでの、プラズマの圧力、張力、ならびに流体と磁力線との凍り付きなどの概念は極めて有用である。
また、イオンと電子をそれぞれ独立した流体ととらえ、プラズマをイオン流体と電子流体との混合物と考えて、各々に流体力学的方程式を組み立て、イオンと電子の相互作用の項でその交渉を論ずる2流体モデルも極めて有用である。それによればイオンと電子の振る舞いをその特性に従って別々に考えることが出来、MHD よりも詳しい解析を行うことが出来る。
2流体モデルにおいてもイオンと電子で質量が極端に違うことを利用して、2つの方程式を組み合わせてプラズマ流体の運動を支配する「運動方程式」と電流の行動を支配する「一般化されたオームの法則」との連立方程式の形に整理することが出来る。この方程式系はそれ自身、プラズマの解析に極めて有用であるが、さらにいくつかの性質のよく分かった近似を導入すると再び MHD の方程式系が得られ、MHD に含まれる近似の意味の解明にも役立つ。

### 運動論的記述
流体的記述ではプラズマを構成する粒子は局所熱平衡にあると仮定されているが、現実のプラズマでは平衡に至る緩和過程よりタイムスケールの速い現象、つまり局所熱平衡から大きく外れ速度分布関数のマクスウェル分布からのずれが本質的に重要な現象が多い。そこで速度分布関数の変化を記述する運動論的方程式をマクスウェル方程式と組み合わせて使う。
一般にはイオンと電子とのそれぞれに運動方程式を立ててマクスウェル方程式と連立させるが、現象によっては問題の特性に従って一方にはずっと簡単化したモデルを使うことも多い。例えばプラズマ振動ではイオンはその速い時間変化に追随出来ないので背景をなす一様な電荷分布と見なし、電子のみを運動論的方程式で扱う。
プラズマは弱結合粒子系であるから、運動論的方程式の衝突項を0とおいた無衝突ボルツマン方程式とマクスウェル方程式を連立させたブラソフ方程式がプラズマを記述するのにもっとも適した方程式である。それに粒子間衝突の効果を取り入れるには、問題に応じて簡単な緩和型衝突項から精緻なボルツマン方程式までいろいろな近似の衝突項をもつ運動論的方程式を用いる。プラズマでは粒子間の分子間力がクーロン力であることを生かして近似したいくつかの衝突項が使われているので、それらに関しては別項目をたてて記述する予定である。

## プラズマの誘電率
プラズマの見方には、それを荷電粒子の集まりと考える見方とともに、それを波動を伝える連続媒質と考える見方が極めて有用である。そして一様定常なプラズマの連続媒質としての性質は誘電率と呼ばれるただ一つのテンソル量によって特徴付けられる。
 定義 
プラズマ中に電場 {\displaystyle {\boldsymbol {E}}({\boldsymbol {r}},t)} とともにそこに誘起されたプラズマ電流 {\displaystyle {\boldsymbol {j}}_{p}({\boldsymbol {r}},t)}があるとして、電束密度 {\displaystyle {\boldsymbol {D}}({\boldsymbol {r}},t)} を
{\displaystyle {\frac {\partial {\boldsymbol {D}}}{\partial t}}=\varepsilon _{0}{\frac {\partial {\boldsymbol {E}}}{\partial t}}+{\boldsymbol {j}}_{p}({\boldsymbol {r}},t)}
で定義する。そして正弦波形の波動を表すのに複素数表示を用い、これらの物理量はすべて単色平面波：
{\displaystyle {\boldsymbol {E}}({\boldsymbol {r}},t)={\boldsymbol {E}}({\boldsymbol {k}},\omega )e^{i({\boldsymbol {k}}\cdot {\boldsymbol {r}}-\omega t)}}：（＊）
の形をしているとする。すると線形理論の範囲内で
{\displaystyle {\boldsymbol {D}}({\boldsymbol {k}},\omega )={\hat {\varepsilon }}({\boldsymbol {k}},\omega )\cdot {\boldsymbol {E}}({\boldsymbol {k}},\omega )}
と書くことが出来る。ここで {\displaystyle {\hat {\varepsilon }}({\boldsymbol {k}},\omega )} がプラズマの誘電率である。
 誘電率テンソル 
磁場中プラズマでは磁場による異方性のため、誘電率はテンソルになる。そしてそのテンソルは、考えている体系が磁場方向を軸として回転対称であるおかげで、次のような特殊な形をしていることが示される。
{\displaystyle {\hat {\varepsilon }}({\boldsymbol {k}},\omega )={\begin{pmatrix}\varepsilon _{\perp }({\boldsymbol {k}},\omega )&-\varepsilon _{T}({\boldsymbol {k}},\omega )&0\\\varepsilon _{T}({\boldsymbol {k}},\omega )&\varepsilon _{\perp }({\boldsymbol {k}},\omega )&0\\0&0&\varepsilon _{\|}({\boldsymbol {k}},\omega )\end{pmatrix}}}
ただし、ここでは磁場方向を z 方向とした。従ってこのテンソルの独立な成分は {\displaystyle \varepsilon _{\perp }({\boldsymbol {k}},\omega ),\varepsilon _{\|}({\boldsymbol {k}},\omega ),\varepsilon _{T}({\boldsymbol {k}},\omega )} の3つである。
なお一般に、磁場中プラズマではそこでの2つのベクトル量を結びつけるテンソルはすべてこの形をしている。次に述べる電気伝導度テンソルもその例の一つである。
 計算法 
誘電率 {\displaystyle {\hat {\varepsilon }}({\boldsymbol {k}},\omega )} を具体的に求めるには、まず上の形の電場を作用させた時にプラズマ中に流れる電子による電流を計算し、その係数 {\displaystyle {\boldsymbol {j}}_{e}({\boldsymbol {k}},\omega )}から{\displaystyle {\boldsymbol {j}}_{e}({\boldsymbol {k}},\omega )={\hat {\sigma }}_{e}({\boldsymbol {k}},\omega )\cdot {\boldsymbol {E}}({\boldsymbol {k}},\omega )} で表される電気伝導度の電子成分 {\displaystyle {\hat {\sigma }}_{e}} を求める。そして同様にして電気伝導度のイオン成分 {\displaystyle {\hat {\sigma }}_{i}} を求める。すると誘電率は
{\displaystyle {\hat {\varepsilon }}({\boldsymbol {k}},\omega )=\varepsilon _{0}{\hat {\boldsymbol {1}}}+{\frac {i}{\omega }}{\hat {\sigma }}_{e}({\boldsymbol {k}},\omega )+{\frac {i}{\omega }}{\hat {\sigma }}_{i}({\boldsymbol {k}},\omega )}
と求まる（ここで {\displaystyle {\hat {1}}} は単位テンソルを表す）。その際、電流を求めるために使用した方程式系の近似の程度により、その近似に従った誘電率が得られる。
 分散 
誘電率が {\displaystyle \omega } に依存するのは、電流を形成する荷電粒子が過去に経験した電場の履歴を憶えていて、それが現在の電流にも影響するために起きる現象である。これは通常の誘電体にもあり、光の色の分散を引き起こすもととなる性質なので、単に「分散(dispersion)」、あるいは「時間分散（temporal dispersion)」 と呼ばれる。　それに対して誘電率が {\displaystyle {\boldsymbol {k}}} に依存する現象は、荷電粒子が他の場所での電場を経験してやってくるために起こる現象なので固体誘電体には存在せず、プラズマに特徴的な性質である。これを「空間分散（spatial dispersion)」という。
 誘電率の縦成分 
{\displaystyle \varepsilon _{\ell }({\boldsymbol {k}},\omega )={\boldsymbol {k}}\cdot {\hat {\varepsilon }}({\boldsymbol {k}},\omega )\cdot {\boldsymbol {k}}/k^{2}}
というスカラー量を誘電率の縦成分と言う。これは比較的簡単な形に得られ、いろいろな局面で現れる重要な量である。とくに{\displaystyle \omega =0} の場合には簡単になって
{\displaystyle \varepsilon _{\ell }({\boldsymbol {k}},0)=\varepsilon _{0}(1+{\frac {k_{D}^{2}}{k^{2}}})}
となり、これはプラズマ中のデバイ遮蔽の効果を表す。ここで {\displaystyle k_{D}}  はデバイ波数（デバイの長さの逆数）である。実際、静止点電荷q の周りのポテンシャルを 誘電体中の電磁場のマクスウェル方程式の一つ {\displaystyle div{\boldsymbol {D}}=q\delta ({\boldsymbol {r}})} からフーリエ変換を用いて求めるときには、計算の途中にこの:{\displaystyle \varepsilon _{\ell }({\boldsymbol {k}},0)} が現れ、最終的にはデバイ-ヒュッケルのポテンシャルが得られる。このようにして、誘電率がプラズマの連続媒質としての性質を的確に表現していることが分かる。

## プラズマ中の波動

### 分散関係
磁場中プラズマでは多種多様な波動が存在する。それを調べるにはまず振動数 {\displaystyle \omega } と波数{\displaystyle {\boldsymbol {k}}} との関係を表す分散式 {\displaystyle \omega =\omega ({\boldsymbol {k}})} を知ることが基本になる。
一様定常なプラズマを考える。すべての変動量は上で触れた単色平面波の形をしているとして、外部電流、電荷を持たないマクスウェル方程式から磁場を消去すると、次の式が得られる。
{\displaystyle {\boldsymbol {k}}\times ({\boldsymbol {k}}\times {\boldsymbol {E}})+\omega ^{2}\mu {\hat {\varepsilon }}({\boldsymbol {k}},\omega )\cdot {\boldsymbol {E}}=0}
これを成分に分けて書き下すと、電場 {\displaystyle {\boldsymbol {E}}} の3つの成分 {\displaystyle E_{x},E_{y},E_{z}} に関する3元1次斉次連立方程式になる。従って波が存在する、すなわち斉次連立方程式が 0 でない解をもつためには、その係数から作られる3次の行列式 {\displaystyle G({\boldsymbol {k}},\omega )}が 0 にならなければならない。すなわち
{\displaystyle G({\boldsymbol {k}},\omega )=0}
これが分散関係（ dispersion relation )で、これを解くことにより、分散式が定まる。

### 外部磁場に平行に伝わる波
プラズマ中の波動の振舞いには外から加えた静磁場が大きく影響する。そして一様定常なプラズマに限っても、一般の方向に進む波の振舞いは極めて複雑であるが、外部磁場に平行に伝わる波に限定すると、縦波と横波とがはっきり分離して、ある程度分かり易い扱いが出来る。そして一般の方向に進む波はその知識を基礎にして考える。
 縦波 
外部磁場方向に進む縦波では荷電粒子の波に関連した動きは磁場の影響を受けないので、外部磁場のない場合と同様になる。この場合、縦波には電子だけが関与する高周波のプラズマ振動と、イオンの動きが主体の低周波波動イオン音波との2つのモードがある。
プラズマ振動は電子密度の変動により生ずる電場を復元力として発生し、その振動数{\displaystyle \omega }はプラズマ振動数{\displaystyle \omega _{p}}にほぼ等しい。
一方、イオン音波は{\displaystyle T_{e}\gg \ T_{i}}の条件のもとでのみ定常に存在し、電子の圧力を復元力とするイオン流体中の音波であって、その速度は{\displaystyle {\sqrt {\gamma _{e}T_{e}/m_{i}}}}で与えられる。ここで{\displaystyle \gamma _{e}} は電子流体の比熱比である。
 横波 
外部磁場方向に進む横波は電子およびイオンの旋回運動と結合するのでさらに複雑に振る舞う。まず、横波は一般に電場ベクトルの方向が円周上に回る2つの円偏波の波に分解され、イオンの旋回と同方向に回る左円偏波の波と、電子と同方向に回る右円偏波の波とに分類される。そして波は単色平面波（＊）の形をしているとし、波数ベクトル {\displaystyle {\boldsymbol {k}}} が向きまで含めて磁場方向に向いているとすると、{\displaystyle \omega <0} を満たす {\displaystyle \omega } は右円偏波の波を、{\displaystyle \omega >0} を満たす {\displaystyle \omega } は左円偏波の波を表す。
そして、通常成立する条件 {\displaystyle \omega _{p}\gg \Omega _{e}} （{\displaystyle \Omega _{e},\ \Omega _{i}} はそれぞれ電子とイオンのサイクロトロン振動数）のもとでは、{\displaystyle -\omega _{p}<\omega <-\Omega _{e}} を満たす{\displaystyle \omega } の範囲と、{\displaystyle \Omega _{i}<\omega <\omega _{p}}
を満たす範囲には磁場方向に進む横波は存在しない。かくして横波は {\displaystyle \omega <-\omega _{p},\ -\Omega _{e}<\omega <\Omega _{i},\ \omega _{p}<\omega } の3つの領域に分かれて存在する。
まず、低周波の領域で、{\displaystyle |\omega |\ll \Omega _{i}} を満たす波はアルヴェーン波である。アルヴェーン波では荷電粒子の旋回運動との結合がないので右円偏波と左円偏波の区別はなく、これを互いに直交する2つの直線偏波の波に分解しても考えてもよい。
左円偏波の波の周波数が上がって {\displaystyle \Omega _{i}} に近づくと、波数によらず周波数がほぼ一定、{\displaystyle \omega \thickapprox \Omega _{i}} の波になる。これをイオン・サイクロトロン波（ ion cyclotron wave ）と呼び、核融合プラズマの加熱などに用いられる。
一方、右円偏波の波では周波数が大きくなって {\displaystyle \Omega _{i}<|\omega |\ll \Omega _{e}} の領域に入る波を、ホイスラー波（ Whistler wave）と言う。これは南半球で発生した雷の信号を地磁気の磁力線に沿ってホイスル（笛）状の雑音として北半球にまで伝える波として有名である。
高周波の領域 {\displaystyle |\omega |>\omega _{p}} の波は電磁波である。ただし、荷電粒子の旋回運動と結合して多少修正されるが、{\displaystyle |\omega |} が十分大きい領域では荷電粒子は電場の変化に追随できなくなるので、限りなく真空中の電磁波に近くなる。他方、周波数が小さくなると変位電流と打ち消す方向にプラズマ電流が流れ始め、{\displaystyle |\omega |=\omega _{p}} となると完全に打ち消して波は伝播しなくなる。

### ドリフト波
磁場によるプラズマの閉じ込めではプラズマ境界に必ず密度勾配が存在する。密度勾配があるとプラズマ中の波動はいろいろな影響を受けるが、なかでももっとも著しいのは、一様なプラズマには存在しない波が密度勾配が原因で現れることである。それはプラズマ中の荷電粒子のドリフトと密接に結びついているので、ドリフト波（ drift wave ）と呼ばれる。
外部磁場の方向をz方向にとり、密度 {\displaystyle n_{0}} がーx方向に勾配を持つとし、その勾配の大きさを
{\displaystyle \kappa =-{\frac {1}{n_{0}}}{\frac {dn_{0}}{dx}}}
とおくと、y方向に波数{\displaystyle k_{y}} で進むドリフト波の振動数 {\displaystyle \omega } は {\displaystyle \omega =\omega _{*}} で与えられる。ここで{\displaystyle \omega _{*}} は
{\displaystyle \omega _{*}={\frac {T_{e}}{eB_{0}}}k_{y}\kappa }
であって、ドリフト振動数（drift frequency ）と呼ばれる。
ドリフト波はイオンの旋回運動と結びついてドリフト・サイクロトロン波を形成したりしていろいろな波を派生し、不安定になりやすい。そしてプラズマの磁場閉じ込めを妨げるもっとも危険な要因の一つとして深く研究され、現在ではいろいろな方法を組み合わせてその危険をほぼ取り除く見通しが得られている。